# يفهين هريتسينكو
يفهين هريتسينكو (بالأوكرانية: Гриценко Євген Олександрович)‏ (5 فبراير 1995 بدونيتسك في أوكرانيا - ) هو لاعب كرة قدم أوكراني في مركز حراسة المرمى.

## روابط خارجية
- يفهين هريتسينكو على موقع اتحاد أوكرانيا (الإنجليزية)
- يفهين هريتسينكو على موقع قاعدة بيانات كرة القدم.إي يو (الإنجليزية)
- يفهين هريتسينكو على موقع Soccerway.com (الإنجليزية)
- يفهين هريتسينكو على موقع عالم كرة القدم.نت (الإنجليزية)